# Télécran
Télécran ist die auflagenstärkste luxemburgische Zeitschrift und auf Deutsch. Sie vereint Wochenmagazin und Programmzeitschrift. Télécran erscheint seit 1978. Seit Oktober 1978 bis April 2020 war die Zeitschrift im Verlag des katholischen luxemburgischen Medienhauses „Saint-Paul Luxembourg“ beheimatet, die auch die auflagenstärkste Zeitung im Großherzogtum, das Luxemburger Wort, herausgibt. Der Name des Magazins ist ein Zusammensetzung der beiden französischen Wörter „Télévision“ (Fernsehen) und „écran“ (Bildschirm). Seit April 2020 gehört die Zeitschrift sowie das Luxemburger Wort zum belgischen Medienkonzern Mediahuis.

## Geschichte
Die erste Ausgabe des Télécran erschien am 21. Januar 1978 im Verlag der Editions Plus, einem Verlag, der von den ehemaligen Mitarbeitern des bis dato einzigen luxemburgischen Wochenmagazins „Revue“ René Bamberg, Sylvie Braconnier-Thoss, Jean Georges und Romain Hilbert gegründet wurde. 20 Prozent der Aktien des Verlages waren schon damals im Besitz der Sankt-Paulus-Druckerei (heute „Saint Paul Luxembourg“). Ihr Vertreter in der Redaktion wird Henri Leyder.
Die Erstausgabe des Télécran – mit 100 Seiten – wird für 19 Franken (umgerechnet 0,47 Euro) verkauft. Das Programm von insgesamt neun TV-Sendern wird damals Woche für Woche vorgestellt, wobei der Fernsehteil nur eine Säule des Magazins darstellt. Der Mantel der Zeitschrift bietet damals noch weniger Wochenaktualität als typische Zeitschriftkost wie Rezepttipps, Informationen rund ums Auto etc.
Am 1. Oktober 1978 geht Télécran vollständig in den Besitz der Sankt-Paulus-Druckerei über. Unter dem Titel steht nun der Zusatz „LW Weekend“, was auf die Bedeutung als ergänzendes Magazin der Tageszeitung Luxemburger Wort hinweisen soll.
In den kommenden Jahren erlebt Télécran einen rasanten Aufstieg. Die Bezeichnung „LW Weekend“ verschwindet ab der Ausgabe 7/1981 vom Titel, Télécran wird eigenständiger, was sich auch in der Themenwahl niederschlägt. Mehr und mehr bestimmt die nationale, luxemburgische Wochenaktualität den Mantelteil der Zeitschrift. Anfangs noch mit internationalen Themen gemischt, konzentriert sich der Themenmix im Laufe der frühen 1980er Jahre mehr und mehr auf die Geschehnisse im Großherzogtum. Mitte der 1980er Jahre überholt Télécran sowohl was die Auflage als auch die Reichweite angeht, die direkte Konkurrenz „Revue“ und wird in seinem Segment Marktführer. Eine Position, die Télécran bis heute halten konnte.
Auch die Anzahl der Programmspalten für die TV-Sender nimmt beständig zu. Heute veröffentlicht Télécran das Wochenprogramm von 73 TV-Sendern. Das Magazin versteht sich als eine wochenaktuelle Zeitschrift mit Servicecharakter, die ein auf die luxemburgischen Sehgewohnheiten zugeschnittenes TV-Programm bietet. Der Einzelverkaufspreis beträgt aktuell 3,90 Euro (Stand: Januar/2023). Die Zeitschrift wird über die Pressehilfe vom Luxemburgischen Staat subventioniert. 2013 lag dieser Betrag bei 353.057 Euro.

## Chefredakteure
- 1978–1990 Rémy Franck
- 1990–1995 Carel Scheltgen
- 1995–2004 Fern Morbach
- 2004–2008 Roland Arens
- 2008–2013 Claude Francois
- 2013–2016 Fern Morbach
- 2016–2017 Martine Hemmer
- seit 2017 Martina Folscheid

## Sprachen
Eine Besonderheit des Télécran ist der Sprachenmix. Berichte zu Sendungen, die im französischen bzw. belgischen Fernsehen laufen, werden in der Regel in Französisch verfasst, Beiträge zu deutschen TV-Sendungen hingegen auf Deutsch. Luxemburgisch findet sich in Glossen, Kolumnen und kleineren Texten.

## Formate
- 1/1978 bis 6/1981: 19 × 25,2 Zentimeter
- 7/1981 bis 18/2007: 21 × 29,7 Zentimeter (A4)
- 19/2007 bis 40/2016: 22,5 × 29,7 Zentimeter
- ab 41/2016: 21 × 29,7 Zentimeter (A4)